# Xanana Gusmão
José Alexandre „Kay Rala Xanana” Gusmão (ur. 20 czerwca 1946 w Manatuto) – polityk timorski,  premier w latach 2007–2015, prezydent Timoru Wschodniego (został wybrany na to stanowisko w 2001, lecz oficjalnie został mianowany wraz z ustanowieniem niepodległości przez Timor Wschodni (20 maja 2002). Jest laureatem Nagrody Sacharowa z 1999 oraz wielu nagród pokojowych. Napisał kilka książek autobiograficznych. Jego żona, Kirsty Sword, jest Australijką. 20 maja 2007 został zastąpiony na stanowisku prezydenta przez Joségo Ramosa-Hortę. Od 1 lipca 2023 ponownie pełni funkcję szefa rządu

## Odznaczenia
- Ordem da Guerrilha (2015)[3]
- Krzyż Wielki Orderu Wolności (Portugalia, 1993)[4][5]
- Nowozelandzki Order Zasługi III klasy (Nowa Zelandia, 2000)[6]
- Wielki Łańcuch Orderu Krzyża Południa (Brazylia, 2002)[4]
- Kawaler Krzyża Wielkiego Orderu św. Michała i św. Jerzego (Wielka Brytania, 2003)[4]
- Wielki Łańcuch Orderu Infanta Henryka (Portugalia, 2006)[4]
- Order Vanuatu I klasy (Vanuatu, 2011)[4]
- Gwiazda Republiki Indonezji I klasy (Indonezja, 2016)[4]
- Złoty Order Towarzyszy O. R. Tambo (Południowa Afryka, 2017)[7]

## Nagrody
- Nagroda Sacharowa (Unia Europejska, 1999)[8]
- Félix Houphouët-Boigny Peace Prize (UNESCO, 2002)[9]